# スナバ回路
スナバ回路（スナバかいろ、Snubber circuit）とは、電気回路中にあってスイッチの遮断時に生じる過渡的な高電圧を吸収する保護回路のこと。
回路の電流を突然遮断すると自己インダクタンスによって電圧が急上昇するが、スナバ回路がこのスパイク状の高電圧を抑制することで、スイッチ自身や周囲の電子部品の損傷を防ぎ電磁ノイズを最小化する。
スナバ回路は機械的なスイッチだけでなく、スイッチング・トランジスタや高周波整流用ダイオードからの高電圧抑制でも使用される。コンデンサ（キャパシタ）と抵抗を直列に接続したものをスイッチに平行して取り付けるものが多く、これは「RCスナバ回路」と呼ばれる。同様な機能の実現に、ツェナーダイオードを使って過剰な電圧をショートすることで一定の電圧を維持するものがある。